# Guillermo Nielsen
Guillermo Emilio Nielsen (Buenos Aires, 20 de abril de 1951) es un economista, político, diplomático y profesor argentino. Fue embajador de la República Argentina en Alemania (2008–2010), Ministro de Hacienda del Gobierno de la Ciudad Autónoma de Buenos Aires en 2006 y Secretario de Finanzas del Ministerio de Economía y Producción entre 2002 y 2005. En 2015, fue precandidato a Jefe de Gobierno de la Ciudad de Buenos Aires.
Desde febrero de 2022, se desempeñó como embajador argentino en Arabia Saudita, y de manera concurrente en Yemen, tras su designación por el presidente Alberto Fernández. Posteriormente, fue nominado embajador de la Argentina en Paraguay por el presidente Javier Milei, en enero de 2024.

## Biografía
Es licenciado en Economía por la Universidad de Buenos Aires (UBA), de donde egresó en marzo de 1974. Posteriormente, estudió en la Universidad de Boston.
A su vez, se desempeñó como profesor Adjunto de Macroeconomía en la Facultad de Ciencias Económicas de la Universidad de Buenos Aires durante 1979 hasta 1981. Fue también profesor visitante de Moneda, Crédito y Bancos del Departamento de Economía de la Universidad Nacional del Sur (UNS), en Bahía Blanca, entre 1980–1981.
Entre 2002 y 2005, integró el equipo económico de Roberto Lavagna como Secretario de Finanzas, y logró prestigio como tal gracias a las negociaciones para el canje de la deuda argentina con el Fondo Monetario Internacional (FMI), durante el gobierno de Néstor Kirchner. En la gestión de Jorge Telerman en la Ciudad Autónoma de Buenos Aires (CABA), se desempeñó como Ministro de Hacienda.
Fue candidato por la Ciudad de Buenos Aires al Parlamento del Mercosur por el Frente Renovador.
Se desempeñó como asesor económico de Alberto Fernández, presidente electo por el Frente de Todos en las elecciones de 2019.
En enero de 2021 y luego de poco más de un año de trabajo, fue sustituido por Pablo González como presidente de YPF, luego de una serie de desacuerdos con el presidente del Banco Central Miguel Ángel Pesce, debido a diferentes posturas sobre cómo tratar la reestructuración de la deuda de YPF. Fue destinado en febrero de 2022 a la embajada argentina en Arabia Saudita, y de manera concurrente en Yemen.